# Erich Kirchler
Erich Kirchler (Campo Tures, 4 novembre 1954) è uno psicologo italiano, professore di psicologia economica all'Università di Vienna.
La sua ricerca spazia dalla psicologia del lavoro e delle organizzazioni alla psicologia economica e dei consumi, in particolare si occupa di psicologia fiscale e della gestione del denaro nelle famiglie. È noto soprattutto per le sue ricerche sul comportamento fiscale e sulla tax morale. Il suo “slippery slope framework" è stato adottato da diverse amministrazioni fiscali.

## Biografia
Kirchler è nato a Campo Tures, Trentino-Alto Adige, Italia. Nel 1973, ha iniziato a studiare architettura presso l'Università Tecnica di Vienna e psicologia e antropologia umana presso l'Università di Vienna. La sua tesi di dottorato si è incentrata su "Cambiamenti nei concetti attraverso processi di apprendimento - Un contributo alle dinamiche cognitive" (tedesco: Veränderung eines Begriffsraumes durch Lernprozesse - Ein Beitrag zur kognitiven Dynamik). Dopo la laurea, conseguita nel 1979 ha lavorato presso l´ Institute of Education and Psychology dell´Università di Linz, Austria. Sotto la supervisione di Hermann Brandstätter, ha ottenuto l´abilitazione in psicologia nel 1989 presso l'Università di Linz. Dal 1992, è professore di psicologia applicata (psicologia economica) presso la Facoltà di Psicologia dell'Università di Vienna e dal 2010 è anche visiting professor presso l'Università di Economia di Vienna (come parte del DIBT: Doctoral Program in International Business Taxation).
Dal 1992, Kirchler ha ricoperto vari ruoli amministrativi, dapprima presso l'Istituto di Psicologia e successivamente presso la Facoltà di Psicologia. È stato Presidente del Dipartimento di Psicologia Applicata e Clinica, Presidente e Vicepresidente dell'Istituto di Psicologia, Vicepresidente della Facoltà di Psicologia ed è attualmente Presidente del Dipartimento di Psicologia Applicata: Lavoro, Educazione, Economia. Durante la sua permanenza a Vienna, ha ricevuto vari incarichi come professore ordinario (C4) presso l'Università di Erlangen-Norimberga e presso l'Università di Colonia in Germania. Ha anche insegnato in diverse università internazionali come visiting o guest professor. Dal 2010 è guest-professor a Vienna University of Economics (https://www.wu.ac.at/) and dal 2020 Senior Fellow all'IHS-Institute for Advanced Studies, Vienna (https://www.ihs.ac.at/).
Ha lavorato come revisore scientifico per la sezione di Scienze Sociali presso l'Austrian Science Fund (FWF) per molti anni ed è stato anche membro del consiglio austriaco di Prelica. È stato Presidente dell'Associazione Internazionale di Ricerca in Psicologia Economica (IAREP), della Società Austriaca di Psicologia (ÖGPs) e della Divisione 9 (Psicologia Economica) dell'Associazione Internazionale di Psicologia Applicata (IAAP).2022 Research.com ranked him #536 on the Economists-list worldwide and #2 in Austria (https://research.com/scientists-rankings/economics-and-finance).

## Riviste (Editorships)
Insieme a Erik Hölzl (Università di Colonia), Erich Kirchler è stato direttore scientifico del Journal of Economic Psychology dal 2010 al 2015. È inoltre co-redattore dell'International Taxation Research Paper Series e membro della redazione di varie riviste scientifiche.

## Premi
- Nel 2006, Kirchler ha vinto il "Hochschulmanagement-Preis" (Higher Education Management Prize)[5], assegnato dal Danube University Krems, insieme a Christiane Spiel, Alfred Schabmann e Christian Böck.
- 2022: "Research.com" 2022 Ranking of Top Economists and Finance Scientists: World #536[6]; Austria #2[7]
- 2018: "Fellow" della International Association of Applied Psychology-IAAP[senza fonte] [8]
- 2024: "Honorary Member" della International Association for Research in Economic Psychology-IAREP[senza fonte] [9]